# Acid house

Żółty uśmieszek jest uważany za symbol muzyki Acid House

Acid house – podgatunek muzyki house. Powstał w latach 80., kiedy to DJ-e mieszali muzykę house, popularną wówczas w Chicago i Nowym Jorku, z głębokim basem otrzymywanym na syntezatorze Roland TB-303. Jednym z pionierów tego nurtu jest powstały w 1987 roku angielski zespół muzyczny The KLF.